# Hans Peters (Maler)

Selbstbildnis
Hans Peters, Januar 1947

Hans Peters (* 2. August 1885 in Jauer, heute Jawor/Schlesien; † 12. Juni 1978 in Bargfeld-Stegen (Kreis Stormarn)) war ein deutscher Graphiker, Maler und Kunstpädagoge.

## Leben
Hans Peters war Sohn eines Lehrers. Er besuchte die Volksschule und später das Gymnasium in seinem Geburtsort. Zwischen 1900 und 1905 ließ er sich in Sagan zum Lehrer ausbilden. In den drei darauffolgenden Jahren unterrichtete er als Dorfschullehrer in Schlesien. Von 1908 bis 1910 besuchte er die Berliner Akademie und stellte im Anschluss daran ein Jahr lang seine Fähigkeiten als Zeichenlehrer an der deutschen Schule in Madrid unter Beweis. 1911 kehrte er für kurze Zeit nach Jauer zurück. 1912 folgte er Sebald Schwarz’ Aufforderung, an der Oberrealschule zum Dom in Lübeck als Zeichenlehrer zu unterrichten. Zwischen 1914 und 1916 musste er in den Krieg ziehen und verbrachte drei Jahre, bis 1919, in britischer Kriegsgefangenschaft. Ende des Jahres kehrte er an die Oberrealschule zum Dom zurück, wo er bis zu seiner Versetzung an das Katharineum 1926 weiter unterrichtete. 1921 heiratete er Ilse König, Sohn Gerhard wurde 1922 und Tochter Ruth 1926 geboren. 1933 wurde er von der nationalsozialistischen Oberschulbehörde ohne Begründung aus dem Schuldienst entlassen und arbeitete fortan als freischaffender Künstler. 1937 wurden in der Aktion „Entartete Kunst“ aus dem Provinzial-Museum Hannover und dem Vestischen Museum Recklinghausen fünf seiner Bilder, die nicht dem Nazi-Kunstkanon entsprachen, beschlagnahmt und zerstört. Jedoch war er 1937 und 1938 mit Landschaftszeichnungen auf der Großen Deutschen Kunstausstellung in München vertreten.
Nach dem Krieg verlieh ihm die schleswig-holsteinische Landesregierung den Professorentitel. Im Jahr 1976 verstarb seine Ehefrau.

## 1937 als „entartet“ beschlagnahmte und vernichtete Bilder
- Mädchen zu Pferd (Aquarell)
- Mann und Weib zu Pferd (Aquarell)
- Haus Malenburg
- Heilige Familie (Zeichnung)
- Frauenkopf (Zeichnung)

## Buchillustrationen
Hans Peters Werke sind in zahlreichen Büchern zu finden:
- Agnes Miegel: Herden der Heimat. 20 Zeichnungen von Hans Peters. Gräfe und Unzer, Königsberg i.Pr. 1937.
- Simon Vestdijk: Die Fahrt nach Jamaika. Mit Federzeichnungen von Hans Peters. Rohrer, Wien 1941.
- Hans Peters: Ein deutscher Zeichner. Einleitung von Walter Passarge. Rembrandt, Berlin 1942.
- Bastian Müller: Ach wie ist's möglich dann. Zeichnungen von Hans Peters. Krüger, Hamburg 1944.
- Edgar Walsemann: Piet und seine Brüder. Illustriert von Hans Peters. Brauns, Wedel 1946.
- Hans Peters: Lübeck im Gedicht. Schrift und Zeichnungen von Hans Peters. Mit Werken von Dietrich Buxtehude, Hermann Claudius, Emanuel Geibel, Julius Havemann und Otto Anthes. Weiland, Lübeck 1946.
- Honoré de Balzac: Das unbekannte Kunstwerk. Deutsch von Heribert Scholten. Mit 15 Federzeichnungen von Hans Peters. Holzwarth, Iserlohn 1947.
- Hildegard Stern: Die Galionsfigur. 5 Erzählungen. Mit Illustrationen von Hans Peters. Wildner, Lübeck 1947.
- Hildegard Stern: Hans Peters. 40 Federzeichnungen. Wildner, Lübeck 1947.
- Johann Wolfgang von Goethe: Die neue Melusine. Mit 27 Federzeichnungen von Hans Peters. Holzwarth, Iserlohn 1947.
- Gottfried Keller: Die drei gerechten Kammacher. Erzählung mit Illustrationen von Hans Peters. Wildner, Lübeck 1948.
- Werner Kohlschmidt: Rainer Maria Rilke. Mit einer Federzeichnung von Hans Peters. Wildner, Lübeck 1948.
- Walter Bauer: Die Schwarze Sonne – Die Geschichte von Henry Morton Stanley. Illustration von Hans Peters. Nannen – Hannoversche Verlagsgesellschaft, 1948.
- O. A. Palitzsch: Und rundherum ein goldner Rand. Illustrationen von Hans Peters. Wulff, Überlingen 1948.
- Skizzen und Glossen. Hans Peters. Wolfshagen, Scharbeutz 1950.
- Kleiner Lübecker Almanach. Lübeck 1952.
- Walter Weber (Hrsg.): Geschichten aus dem alten Lübeck. Lübeck 1965, ISBN 3-87890-058-9.
- Lübeck im Gedicht. Schrift und Illustration Hans Peters. Werkstätten Schmidt-Römhild.
- Sagen und Geschichten aus dem alten Lübeck. Illustrationen Hans Peters. Weiland, 1965.
- Thomas Mann: Tonio Kröger. Faksimileausgabe des 1950 handgeschriebenen Textes von Herbert Müller-Fried, der auch den Einbandtitel gestaltete. Illustrationen Hans Peters. Hrsg. vom Buddenbrookhaus, Lübeck 1993.

## Ausstellungen
- Nassauischer Kunstverein Wiesbaden, 13. Juli bis 4. August 1941, Werke von Hans Peters, Philipp Franck und Will Lehmann-Carwy
- Liegnitzer Kunstverein, 7. September bis 28. September 1941, Werke von Hans Peters und Hans Theo Richter
- Dom-Museum Lübeck, 10. Juli bis 20. August 1965, anlässlich des 80. Geburtstages
- Overbeck-Gesellschaft Lübeck, 17. August bis 21. September 1975, anlässlich des 90. Geburtstages
- St. Annen-Museum Lübeck, 26. März bis 19. Mai 1985, anlässlich des 100. Geburtstages
- Bank für Gemeinwirtschaft Lübeck, 26. März bis 19. April 1985, anlässlich des 100. Geburtstages
- Werkstatt Galerie – Alte Schule Grebenhagen, 9. Juni bis 7. Juli 2007, Zeichnungen von Hans Peters

## Arbeiten in öffentlichen Sammlungen
- Deutsches Historisches Museum Berlin
- Nationalgalerie Berlin
- Kunsthalle Hamburg
- Niedersächsisches Landesmuseum
- Kunsthalle zu Kiel
- Museum Krefeld
- Museum Behnhaus der Hansestadt Lübeck
- Kunsthalle Mannheim
- Landesmuseum Schleswig-Holstein
- Museum Wuppertal

## Ehrungen
Ein ursprünglich nach Carl Peters benannter Petersweg im Schwäbisch Gmünder Stadtbezirk Rehnenhof-Wetzgau wurde im September 2012 auf Hans Peters umgewidmet.